# Львівська єзуїтська колегія
Льві́вська єзуї́тська коле́гія, або Львівський єзуїтський колегіум — навчальний заклад, «дім Товариства Ісуса» у Львові, заснований у 1591 році (за іншими даними — 1608 р.) польним коронним гетьманом та канцлером, прихильним до єзуїтів Станіславом Жолкевським. Діяла у приміщенні за теперішньою адресою: вулиця Театральна, 13.
Після розпуску в 1773 р. ордену єзуїтів було закрито і Львівську академію, проте деякі її підрозділи (в тому числі й безпосередній правонаступник — Львівська академічна гімназія) стали основою новоствореного Львівського університету. Через це більшість історіографій останньої ведуть його історію від 20 січня 1661 р., коли король Ян II Казимир підписав диплом яким надавав єзуїтській колегії у Львові «гідність академії і титул університету».

## Історія
Мартин Латерна у 1591 році отримав номінацію настоятеля осідку у Львові. При повторному впровадженні 1591 року єзуїтів до Львова став зверхником новозакладеного резиденції (29 квітня). Під час своєї каденції у 1591—1595 роках не зміг розпочати будівництво приміщення єзуїтського колегіуму через небажання сприяти цьому головно випускників Краківського університету.
Ельжбета Луція Сенявська в 1597, 1603, 1605 роках надала кілька тисяч злотих для Львівського колегіуму єзуїтів. «Генерал» єзуїтів Клаудіо Аквавіва дипломом від 21 листопада 1610 року надав їй титул фундаторки колегіуму.
У 1673 році, з дозволу Папи Юлія ІІІ, Генерал ордену єзуїтів Павло Оліва надав колегії право присвоювати наукові ступені з богослов'я та філософії. У 1758 році завдяки підтримці львівського архієпископа РКЦ Вацлава Сераковського король Август III знову надав Львівській колегії статус академії, a Папа Климент XIII підтвердив його у 1759. Проте через опір Краківської академії та довгі суперечки про академічні права з 1764 року Львівська єзуїтська колегія не надавала наукових ступенів.
11 серпня 1734 сильна пожежа знищила колегіум. Зокрема, за відомостями Анджея Залуського, з 17000 томів книг вціліли небагато.

### Погроми
З колегією та її вихованцями пов'язані численні конфлікти та погроми львівських євреїв кінця XVI — середини XVII ст. Першочерговий конфлікт сягає ще моменту виділення землі під костел та колегіум, адже єзуїти вимагали виділити їм землю на території єврейського кварталу. Проте через обмеженість доступу до тієї землі змушені були відмовитись від неї. Вже після зведення і початку функціонування колегіуму, основними призвідниками конфліктів були його учні. В той час як його викладачі які неодноразово виступали проти дій своїх підопічних.
Найкривавішим з вчинених учнями єзуїтського колегіуму єврейських погромів був Львівський погром 1664 року, коли після короткотривалих сутичок вони вчинили кривавий напад на євреїв передмістя, а потім самого Львова. В результаті загинули 129 львів'ян-євреїв, а також були пошкоджені або зруйновані майже всі єврейські кам'яниці.

### Друкарня
Завдяки діяльності друкарні, зокрема, побачили світ 4 томи праці генеалога о. Каспера Несецького ТІ «Korona Polska przy Złotey Wolnosci Starożytnemi Wszystkich Kathedr, Prowincyi y Rycerstwa Kleynotami Heroicznym Męstwem y odwagą, Naywyższemi Honorami a naypierwey Cnotą, Pobożnością y Swiątobliwością Ozdobiona… [Архівовано 5 липня 2015 у Wayback Machine.]» (1728, 1738, 1740, 1743 роки).

### Приміщення
Будинок — пам'ятка архітектури національного значення.
До 1848 року тут діяло т. зв. «губерніум» і чи не всі урядові установи. На початку 1914 року приміщення повернули отцям єзуїтам.

## Відомі люди

### Навчалися
- майбутній гетьман Богдан Хмельницький (один з вчителів — Анджей Мокрський),
- представники єпископату Української Греко-Католицької Церкви, зокрема, Антін (Ангелович), Атанасій (Шептицький), Стефан (Левинський)
- меценат, дивак, богуславський та канівський староста Микола Василь Потоцький
- примас Польщі Ігнацій Красицький
- князі Ярема Вишневецький, Ян-Станіслав Яблоновський, Ян Каєтан і Станіслав Вінцентій Яблоновські
- засновник «Миньковецької держави» Сцибор-Мархоцький Ігнацій
- латинські єпископи: київський, чернігівський Ян Самуель Ожґа, луцький Ян Стефан Виджга
- Юзеф Сапега, Григоріс Пірамович

#### Правдоподібно, навчались
- Ян Скарбек
- Ян Станіслав Яблоновський (мечник коронний)

### Надавали кошти, сприяли діяльності
- Александер Станіслав Белжецький[10]
- Миколай-Францішек Кросновський

## Настоятелі[11]

### Настоятелі Львівської єзуїтської місії
- Якуб Вуєк (1584—1585)
- Бенедикт Гербест (1585—1590)

### Настоятелі Львівської єзуїтської резиденції
- Мартин Лятерна (1590—1595)
- Ян Вухаліус (Вонхальський) (1595—1600)
- Адріян Радзимінський (1600—1602)
- Ян Брант (1602)
- Ян Понецій (1602—1603)
- Адріян Радзимінський (1603—1607)
- Станіслав Радзімський (1607—1608)

### Ректори Львівської єзуїтської колегії
- Ян Понеціус (1608—1609
- Миколай Цировський (1609—1613)
- Ян Велевіцький (1613—1616)
- Пшемислав Якуб Рудніцький (1616—1617, як віце-ректор, 1617—1619 — ректор)
- Миколай Цировський (1619—1622)
- Кжиштоф Ґощевський (1622—1624)
- Мацей Белицький (1625—1629)
- Анджей Бжозовський (1629—1630)
- Станіслав Витвінський (1630—1631)
- Станіслав Шмялкович (1631—1635)
- Миколай Оборський (1635—1638)
- Якуб Ґолемовський (1638—1643)
- Томаш Болеславіус (Болеславський) (1643—1646)
- Адам Александер Зборовський (6 вересня 1646—1650)
- Мацей Томашевський (1650—1653)
- Святослав Рудніцький (16 березня 1653—1656)
- Даніель Краус (квітень-серпень 1630)
- Александер Лоренцович (1656—1659)
- Станіслав Кжиковський (3 грудня 1659—1662, помер 21 травня цього ж року)
- Мацей Велевич (1662—1666)
- Каспер Метельський (віце-ректор 1666)
- Зиґмунт Заранек (1667)
- Пйотр Папеський (від 2 січня 1667—1671)
- Стефан Маліш (1671—1672)
- Александер Лоренцович (10 лютого 1672—1674)
- Станіслав Яновський (віце-ректор 1674—1675)
- Якуб Смоґожевський (1 квітня 1675—1678)
- Ян Нущинський (26 липня 1678—1681)
- Анджей Чижевський (1681)
- Якуб Рожевич (1 жовтня 1681—1686)
- Мацей Палікевич (1686, помер 25 травня цього ж року)
- Томаш Тілль (1686, як віце-ректор, 1 жовтня 1687—1689 — ректор)
- Блажей Ґжембош (23 грудня 1689—1693)
- Станіслав Бєльський (17 лютого 1693—1696)
- Ян Беліцький (17 червня 1696—1699)
- Яцек Вежбицький (20 грудня 1699—1703)
- Мартин Раковський (28 лютого 1703—1706)
- Ян Янішевський (12 липня 1706—1709)
- Томаш Перкович (20 липня 1709—1711)
- Стефан Понінський (13 липня 1711—1714)
- Мартин Тромпчинський (16 серпня 1714—1721)
- Єжи Ґенґель (22 листопада 1721—1725)
- Анджей Ожґа (23 квітня 1725[12]—1728)
- Стефан Щанецький (16 вересня 1728[13]—1731)
- Бартоломей Людер (6 жовтня 1731—1736)
- Ігнатій Мошинський (12 червня 1736—1739)
- Анджей Семінський[14] (17 червня 1739[15]—1742)
- Анджей Лончинський (12 серпня 1742—1745)
- Владислав Жултовський (5 грудня 1745—1752)
- Войцех Бистшоновський (12 березня 1752—1755)
- Міхал Вєловєйський (15 червня 1755—1756)
- Домінік Верещака (13 грудня 1756—1760)
- Мацей Шембек (24 вересня 1760—1764)
- Ігнатій Боровський (25 березня 1764—1767)
- Домінік Зельонка (12 квітня 1767—1771)
- Ігнатій Павел Мошинський (15 травня 1771—1773)